# Cal Sobrestant
Cal Sobrestant és un edifici del municipi de Vilassar de Mar (Maresme) que forma part de l'Inventari del Patrimoni Arquitectònic de Catalunya.

## Descripció
És un edifici civil que segueix la línia del carrer i està adossat per ambdós murs laterals a altres edificis. Està format per una planta baixa i dos pisos. Presenta un eix vertical de simetria, marcat pel portal d'entrada, un balcó i el coronament de la façana, situat damunt la cornisa.
Destaca el treball del ferro, diferent en cada planta: reixes profusament decorades amb reganyols i garlandes a la planta baixa, baranes amb elements florals al primer pis, i planxes de ferro amb forma de lliri a les finestres dobles del pis superior. Sobresurt també la riquesa del treball de la cornisa suportada per mènsules, la barana de pedra del terrat i el coronament neoclàssic esgrafiat, amb un frontó circular i pilastres compostes adossades. Hi ha una eixida o pati posterior amb safareig i cascada.

## Història
Al coronament de la façana de la casa hi ha esgrafiada la data de 1901 amb les inicials AP que corresponen a Antonio Pasqual, conegut com a ‘Don Antonio’, que feu la reforma de la casa. La tarja de vidre, glaçat a l'àcid, del cancell principal de la casa porta l'any 1898, que cal suposar com a inici de les reformes de l'edifici.
A principis del segle XX s'establí a Vilassar de Mar Manuel Sánchez, natural d'Almansa i funcionari d'obres públiques. Se’l conegué com ‘el Sobrestant’. Aquest acabà establert en aquesta casa on les seves dues filles es dedicaren a l'ensenyament fins als anys 1970.
La casa passà a propietat municipal on s'hi establí un parvulari i finalment fou destinada a seu per a la ràdio municipal i centre cívic per a la tercera edat. Actualment és ocupada per la ràdio i pel Jutjat de Pau.